# Арман, Сильвен
Сильве́н Арма́н (фр. Sylvain Armand; 1 августа 1980, Сент-Этьен, Франция) — французский футболист, защитник.

## Карьера
Профессиональная карьера Сильвена началась в клубе «Клермон», где он отыграл 1 сезон. В 2000 он переехал в клуб «Нант», являвшийся тогда грандом французского футбола. Там он отыграл 4 сезона, выиграв с клубом Лигу 1 и Суперкубок Франции. Стоит также отметить, что Арман в 2002 забил гол в групповом турнире Лиги чемпионов в ворота «Лацио» после прохода по левой бровке, где он обычно играет. В 2004 Арман вместе со своим одноклубником Марио Йепесом перешли в «Пари Сен-Жермен» за 5 млн. $. В этом клубе он играл до 2013 года и выиграл Кубок Франции в 2004, 2006 и 2010 годах, а также Кубок французской лиги в 2008 году.
В июне 2013 года Арман на правах свободного агента перешёл в «Ренн». За этот клуб он выступал на протяжении четырёх лет, сыграв более ста матчей в чемпионата Франции, был капитаном команды. После окончания сезона 2016/2017 Арман завершил карьеру футболиста и вскоре был назначен заместителем директора по подбору игроков в «Ренне».

## Достижения
- Чемпион Франции: 2001, 2013
- Обладатель Кубка французской лиги: 2008
- Обладатель Кубка Франции: 2004, 2006, 2010
- Обладатель Суперкубка Франции: 2001